# Édouard de Reszke

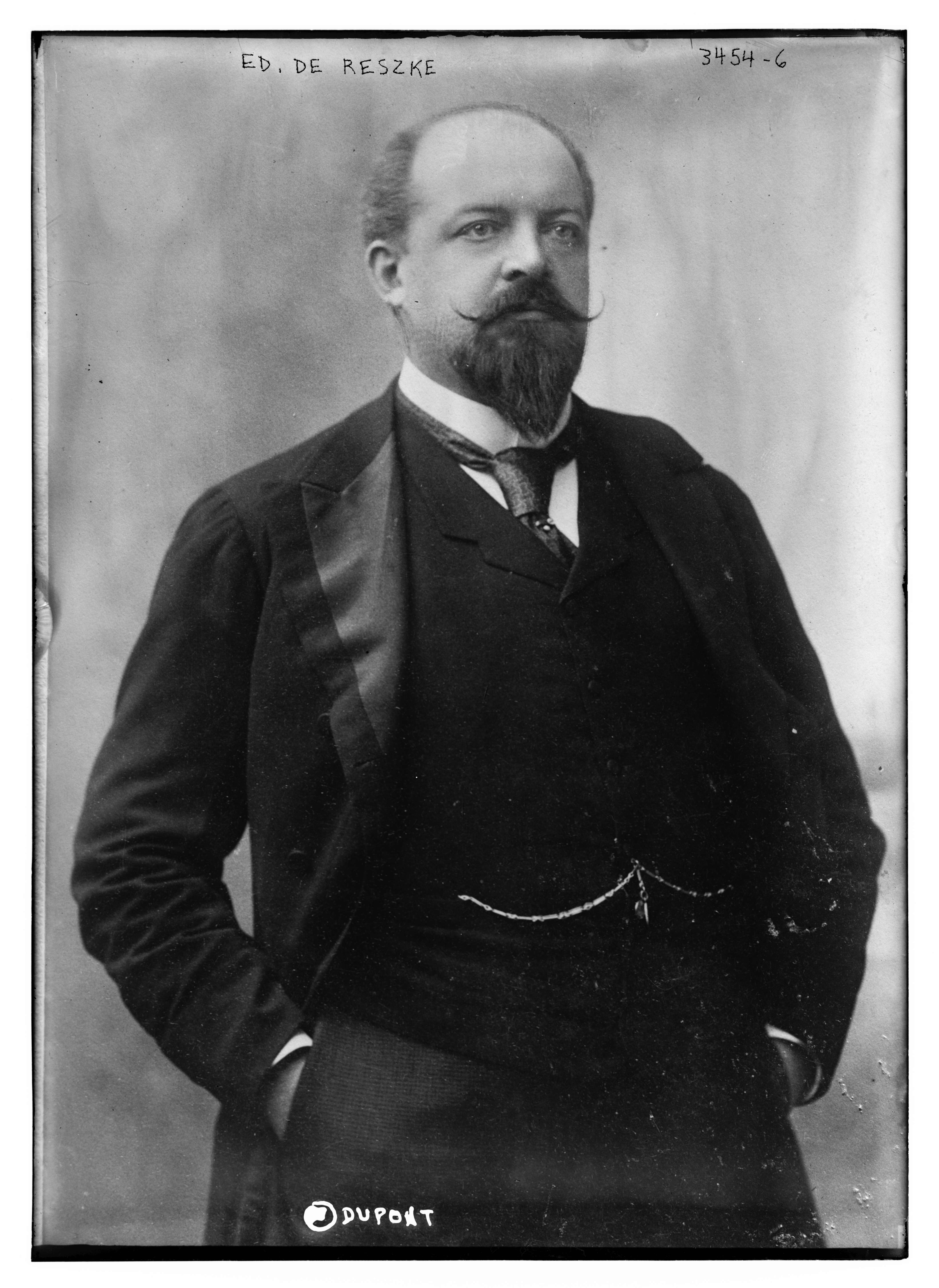
Édouard de Reszke

Édouard de Reszke, Geburtsname Edward Mieczisław Reszke (* 22. Dezember 1853 in Warschau; † 25. Mai 1917 in Garnek), war ein polnisch-französischer Opernsänger (Bass).

## Leben
Der Bruder des Tenors Jean de Reszke und der Sopranistin Joséfine de Reszke studierte Gesang bei Francesco Ciaffei in Warschau, bei Francesco Steller in Mailand, bei Filippo Coletti in Neapel sowie bei Giovanni Sbriglia in Paris. 1876 debütierte er an der Grand Opéra als König von Ägypten in Giuseppe Verdis Oper Aida. Über seine Schwester lernte er Jules Massenet kennen, der ihn für die Erstaufführung seiner Oper Le roi de Lahore 1879 an der Mailänder Scala engagierte. 1884 stand er am Theatre Italien in Massenets Hérodiade gemeinsam mit seinem Bruder auf der Bühne.
Seit Mitte der 1880er Jahre waren beide Brüder an der Pariser Oper engagiert. Dort spielte Edouard 1885 an der Seite seines Bruders den Don Diegùe in der Uraufführung von Massenets Le Cid. Weitere gemeinsame Auftritte folgten in Mozarts Don Giovanni, Giacomo Meyerbeers Die Hugenotten und Die Afrikanerin sowie Gounods Faust und Roméo et Juliette.
Ende der 1880er Jahre gingen beide Brüder gemeinsam mit dem Tenor Jean Lasalle nach London, wo sie neben dem französischen Repertoire auch Wagner-Opern (in italienischer Sprache) sangen. Den Höhepunkt ihrer Karriere erreichten die Brüder bei Aufführungen von Opern Wagners an der Metropolitan Opera mit Édourd als König Marke in Tristan und Isolde und Wanderer in Siegfried. 1903 beteiligte sich Reszke an einer Reihe von Opernaufnahmen bei Columbia Phonograph, so dass von ihm (im Gegensatz zu seinem Bruder) Proben seines Gesangs erhalten geblieben sind.